# Hercostomus hualienensis
Hercostomus hualienensis är en tvåvingeart som beskrevs av Zhang, Yang och Kazuhiro Masunaga 2005. Hercostomus hualienensis ingår i släktet Hercostomus och familjen styltflugor.
Artens utbredningsområde är Taiwan. Inga underarter finns listade i Catalogue of Life.